# Semiothisa maculicosta
Semiothisa maculicosta là một loài bướm đêm trong họ Geometridae.